# Рассулов, Владимир
Владимир Рассулов (рум. Vladimir Rassulov; 11 ноября 1992) — молдавский футболист, полузащитник который выступает за Спартаний (Селемет).

## Клубная карьера
Владимир дебютировал в молдавском национальном дивизионе в сезоне 2007/08. Тогда он провёл четыре матча за команду «Искра-Сталь». Летом 2008 года он перебрался в «ЦСКА-Рапид». В своём первом сезоне за этот клуб Владимир провёл лишь четыре встречи, а во втором сыграл шесть матчей и забил один гол. С 2010 по 2011 год Владимир провёл пять матчей за вторую команду нижегородской «Волги». Летом 2011 года вернулся в Молдавию, перейдя в клуб «Сперанца» из дивизиона «A». В первом сезоне за новый клуб игрок провёл только две встречи, а его клуб вышел в молдавский национальный дивизион. В сезоне 2012/13 стал твёрдым игроком основы команды и помогает ей бороться за выживание в высшем дивизионе. После трех сезонов в этой команде перебрался в мальтийскую «Валлетту». С ней он становился чемпионом Мальты.

## Карьера в сборной
За молодёжную сборную Молдавии провёл три матча (первые два — против молодёжной сборной России, и ещё один против молодёжной сборной Азербайджана). Его дебют состоялся 7 октября 2011 года.

## Достижения
- Чемпион Мальты: 2013/14